# José Altuve
José Carlos Altuve (pronuncia-se [alˈtuβe], 6 de maio de 1990) é um jogador profissional de beisebol venezuelano de segunda-base da equipe Houston Astros. A equipe Houston Astros assinou um contrato com Altuve como agente livre amador em 6 de março de 2007, fazendo sua estreia na Major League Baseball em 20 de julho de 2011. É jogador da Major League Baseball como rebatedor e lançador direito, sendo o jogador mais baixo com 1,68 m de altura. Seu peso é 74 kg e, apesar de sua estatura, liderou a American League nas quatro temporadas consecutivas dos anos de 2014 e 2017. Nesse período, venceu três campeonatos de rebatidas.
Cinco vezes classificado no Jogo das Estrelas da Major League Baseball, começou seu primeiro jogo como Estrelas da Major League Baseball em 2015, além de receber três prêmios Silver Slugger Award por seu destaque na posição ofensiva, e um Rawlings Gold Glove Awards, devido ao seu desempenho em campo na American League. Em 2014, tornou-se o primeiro jogador em mais de 80 anos de história do beisebol a alcançar 130 gols e 40 bases roubadas antes do All-Star Game. Na mesma temporada, tornou-se o primeiro Astro a ganhar um título de rebatidas após liderar o American League com uma média de 341  rebatidas. Além de liderar o American League durante duas vezes seguidas, tornou-se o quinto jogador a ser selecionado no Sporting News Major League Player of the Year, em 2016 e 2017. Classificou-se, ainda, para a premiação do America Major League Player of the Year Award, em 2017. Nacional da Venezuela, representou o país de origm no Clássico Mundial de Beisebol de 2017. Até 2018, está sob o contrato da Houston Astros.

## Vida pessoal

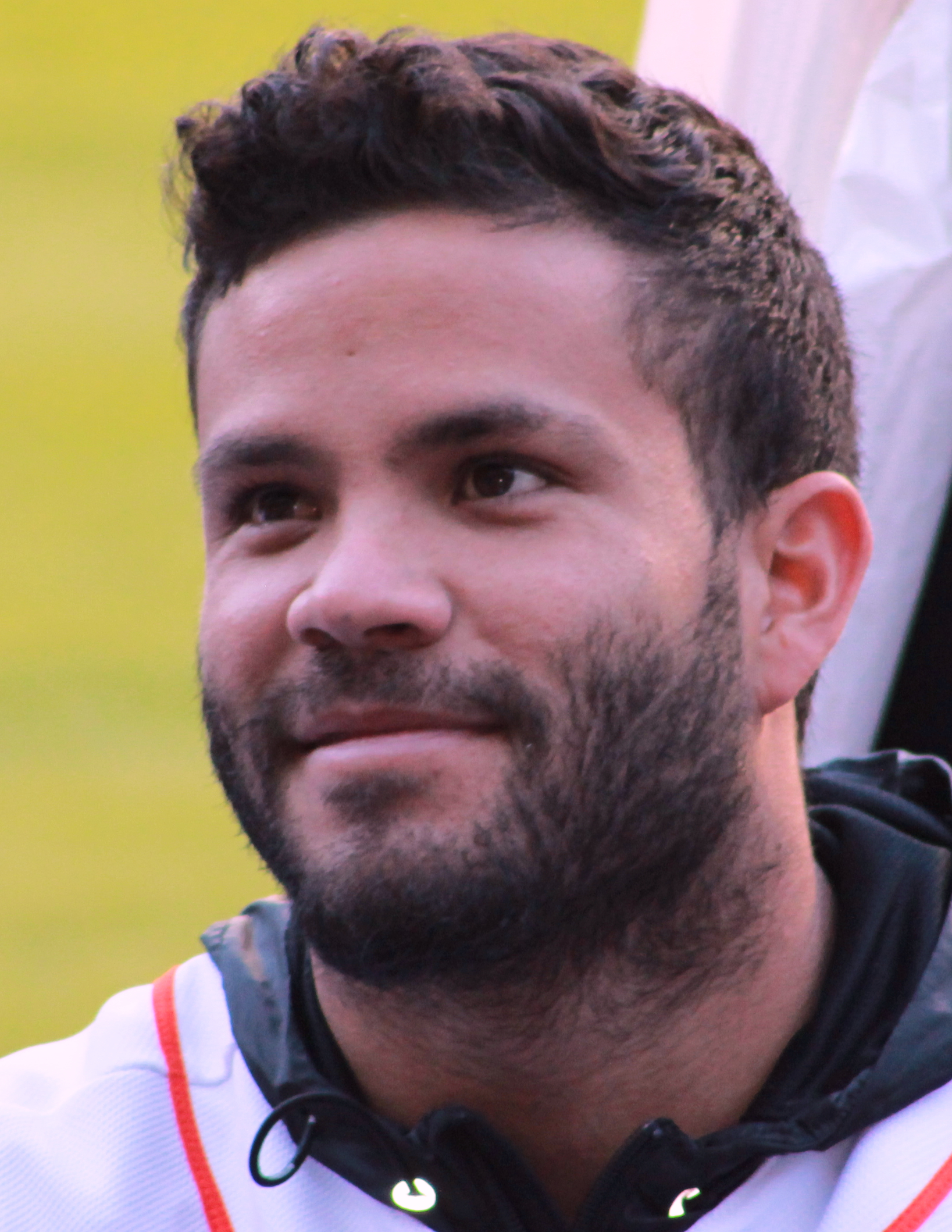
José Altuve em evento da Houston Astros em 2015.

Altuve cresceu na cidade de Maracay, na Venezuela. Aos 7 anos de idade, conheceu o jogador profissional de beisebol Salvador Pérez. No início de sua carreira, Pérez jogou como receptor para a equipe Kansas City Royals. Aos 16 anos de idade, Altuve participou de uma seleção para o Houston Astros em sua cidade natal. No entanto, os técnicos do jogo recusaram a sua participação após supostamente ter mentido a sua idade. No dia seguinte, Altuve voltou ao campo de seleção com sua certidão de nascimento. Impressionados, os técnicos avaliaram Altuve e, em seguida, assinaram um contrato com salário bônus de US$ 15,325.50.

## Carreira profissional

### Liga menor de beisebol
Aos 16 anos de idade, inscreveu-se para uma sessão de testes da equipe Houston Astros na Venezuela. Sua altura, no entanto, não agradou os técnicos. Com o encorajamento de seu pai, Altuve voltou à próxima sessão de testes e, eventualmente, recebeu uma nova avaliação. Posteriormente, Houston Astros assinou com o jogador antes da temporada de 2007, na categoria de agente livre amador e um salário bônus de US$ 15.000.
Durante a temporada de 2007 da Venezuelan Supper League, conseguiu o feito de 343 rebates. Nos Estados Unidos, no ano de 2008, conseguiu 284 rebates em 40 jogos para a equipe Greenville Astros na Appalachian League. Após uma extensa temporada de jogos, retornou à equipe Greenville em 2009, com 324 rebates e 21 bases roubadas em apenas 45 jogos. Sua realização trouxe espaço à equipe da American League, honras como MVP do time e uma promoção para o time Tri-City ValleyCats de New York, no qual participou de 21 partidas. Em 2010, integrou a seleção da liga Lexington Legends, contabilizando 308 rebates, 39 bases roubadas e 11 home runs. Seu desempenho fez com que ganhasse um novo lugar na lista de jogadores all-star. Ao mudar-se para a equipe Lancaster JetHawks, conseguiu o feito de 276 rebates.
Em 2011, voltou para Lancaster, com 408 rebates, 19 bases roubadas em apenas 52 jogos. Após a promoção para o Corpus Christi Hooks da Texas League, teve 389 rebates totalizados, com 24 bases roubadas, 26 lançamentos, 40 strikeouts em outras ligas do mesmo ano. Foi nomeado para segunda-base da Minor League Allstar Team de 2011 e categorizado como Jogador do Ano d Houston Astros Minor League. Posteriormente, durante o verão, foi convocado para o clube da liga principal, transpassando o triplo A, o nível mais alto da liga menor de beisebol.

### Houston Astros

#### 2011

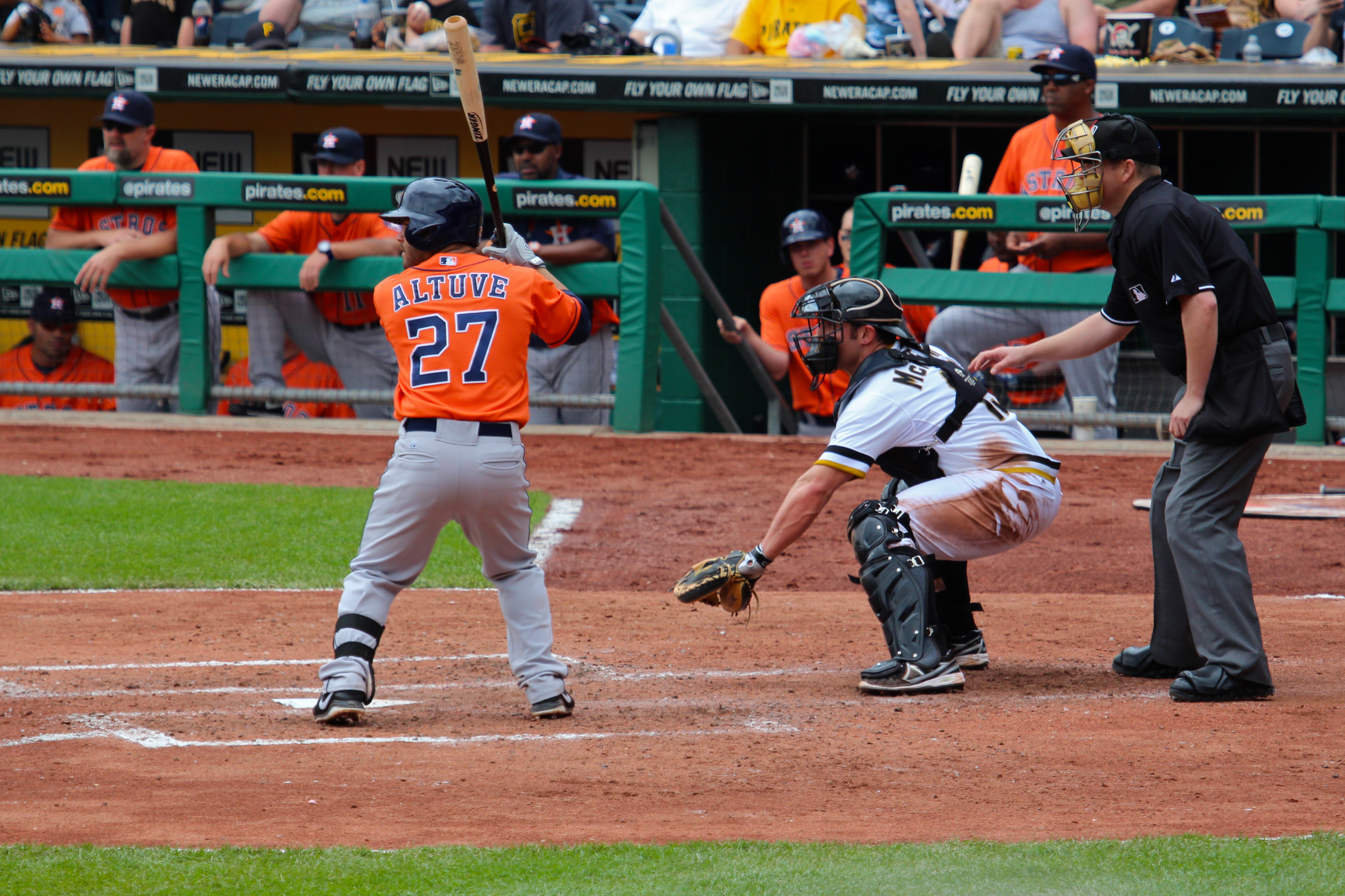
José Altuve atuando no time Houston Astros em maio de 2013.

Em 19 de julho de 2011, Houston Astros promoveu Altuve para os campeonatos das ligas principais americanas. Em 2011, representou o Astros na liga All-Star Futures Game. Ele foi nomeado como o segundo jogador de bases na Liga Menor All-star do Baseball America de 2011. Em 27 de julho de 2011, Altuve alcançou o recorde de Russ Johnson pelos jogos consecutivos com 7 no Astros. Em 20 de agosto de 2011, Altuve alcançou o home run como sua primeira maior liga.